# 科克斯巴扎爾縣
科克斯巴扎爾縣是孟加拉國吉大港區的一個縣，位於該國東南部，東與緬甸接壤，西臨孟加拉灣。面積2,491.86平方公里。2001年人口1,773,709人。
下分七個鄉。這裡也是逃亡孟加拉國的羅興亞人的主要聚居地。